# یوزبند (کلیبر)
یوزبند یکی از روستاهای استان آذربایجان شرقی است که دربخش مرکزی شهرستان کلیبر واقع شده‌است.
این روستا در ۱۸ کیلومتری شهرستان کلیبر قرار دارد و یکی بزرگترین روستاهای این شهرستان می‌باشد